# Caspar Bartholin der Ältere

Caspar Bartholin der Ältere

Caspar Berthelsen Bartholin oder Caspar Bartholin der Ältere (* 12. Februar 1585 in Malmö, Dänemark, jetzt Schweden; † 13. Juli 1629 in Sorø, Seeland) war Mediziner und Theologe.

## Leben
Bartholin studierte ab dem 6. Dezember 1608 in Padua und wurde 1610 in Basel zum Doktor der Medizin promoviert, erhielt 1611 in Kopenhagen eine Professur für Eloquenz und war ab 1613 Professor für Medizin an der Universität Kopenhagen. 1624 wurde er Professor für Theologie an derselben Universität. 1618/19 amtierte er als Rektor der Universität.
Berühmt wurde Caspar Bartholin durch sein Lehrbuch Anatomicae Institutiones (1611), in dem er den anatomischen Wissenstand seiner Zeit anschaulich zusammenfasste.
Bartholin begründete zudem eine Gelehrtendynastie, die über Jahrzehnte die Kopenhagener Universität dominierte. Seine Söhne waren der Arzt, Anatom, Mathematiker und Theologe Thomas Bartholin (1616–1680) sowie der Mediziner Erasmus Bartholin (1625–1698), sein Enkel der Anatom Caspar Bartholin der Jüngere (1655–1738).

## Schriften
- Anatomicae institutiones corporis humani. Wittenberg 1611.